# エンバラス (ウィスコンシン州)
エンバラス（Embarrass）はアメリカ合衆国ウィスコンシン州ワウパカ郡の村。人口404人（2010年国勢調査）。

## 地理
村の半分はクリントンビルとシャワノの中央付近に位置し、ウィスコンシン州道22号線が通っている。総面積1.19平方マイル（3.08平方キロメートル）、うち陸地は1.17平方マイルで、水面積は0.02平方マイル（0.05キロ平方メートル）。

## 村名
村には最初住んでいたのは多くがフランス系カナダ人の木こりであった。木こりはたち川下を通って切り出した木を運ぼうとしたとき、多くの枝やその破片によりほとんど困難であったため、それをRiviere Embarraseと名付けた。フランス語で妨げる川という意味である。

## 人口統計

### 2010年国勢調査
2010年の国勢調査では人口404人、144世帯、102家族が住んでいた。人口密度は平方マイル（133.3平方キロメートル）あたり345.3人で129平方マイル（49.8平方キロメートル）に平均151の住宅があった。
人種構成は白人が97.0％、アフリカ系アメリカ人が0.5％、ヒスパニックまたはラテン系は0.7％、ネイティブ・アメリカンが1.0 ％、その他の人種が0.7％、混血が0.7％。
18歳未満の子供がいる世帯が23.6％、同居する夫婦は59.7％、独身女性は8.3％、独身男性は2.8％、家族ではない世帯は29.2％。単身世帯は26.4％で、65歳以上の単身世帯が15.9％。平均世帯人数は2.37人で一家族の平均人数は2.82人。
村民の平均年齢は49.5歳。村民の18.3％が18歳未満で18歳から24歳が6.4％、25歳から44歳が18.1％、45歳から65歳が25.8％、65歳以上が31.4％。男女の割合は男性53.2％、女性46.8％。

### 2000年国勢調査
2000年の国勢調査では人口399人、156世帯、117家族が住んでいた。人口密度は平方マイル（128.4 / kmの²）あたり331.5人で136.2平方マイル（52.8 /km²）あたりに平均164の住宅があった。人種構成は100.00%が白人でヒスパニックまたはラテン系は0.75％。
31.4％が18歳未満の子供がいて、156世帯あった。70.5％が夫婦で同居、1.9％が独身女性、25.0％が家族ではない世帯だった。19.2％が単身世帯で65歳以上の12.2％は単身世帯。平均世帯人数は2.56人で一家族の平均人数は2.97人。
18歳未満が24.1％、18から24歳が6.5％、25から44歳が29.1％、45から64歳が23.3％、65歳以上が17.0％で平均年齢は39歳。女性100人に対し108.9人の男性がいて、18歳以上の女性100人に対し110.4人の男性がいた。
世帯の平均月収は42,500ドル、家族の平均月収は46,875ドル。男性の平均月収は29,09ドル。一人あたりの月収は16.932ドル。家族1.8％、村民の3.2％、18歳未満と65歳以上の16.1％は貧困線以下の生活を送っている。